# Píla (Žarnovica)
Píla (in ungherese Dóczyfűrésze, in tedesco Paulisch Pila) è un comune della Slovacchia facente parte del distretto di Žarnovica, nella regione di Banská Bystrica.